# Колумбія (округ, Флорида)
Шаблон:StateAbbr_ 30°14′ пн. ш. 82°38′ зх. д. / 30.23° пн. ш. 82.63° зх. д.
Округ Колумбія (англ. Columbia County) — округ (графство) у штаті Флорида, США. Ідентифікатор округу 12023.

## Історія
Округ утворений 1832 року.

## Демографія
За даними перепису 2000 року загальне населення округу становило 56513 осіб, зокрема міського населення було 18311, а сільського — 38202. Серед мешканців округу чоловіків було 28656, а жінок — 27857. В окрузі було 20925 домогосподарств, 14919 родин, які мешкали в 23579 будинках. Середній розмір родини становив 3,02.
Віковий розподіл населення поданий у таблиці:
| Стать    | До 15 років | 15-21 | 22-29 | 30-39 | 40-49 | 50-65 | 65-85 | Понад 85 |
| -------- | ----------- | ----- | ----- | ----- | ----- | ----- | ----- | -------- |
| Чоловіки | 6071        | 3015  | 2864  | 4057  | 4289  | 4725  | 3402  | 233      |
| Жінки    | 5637        | 2702  | 2487  | 3716  | 4213  | 4828  | 3789  | 485      |

## Суміжні округи
- Еколс, Джорджія — північ
- Клінч, Джорджія — північний схід
- Бейкер — схід
- Юніон — південний схід
- Алачуа — південь
- Гілкріст — південний захід
- Суванні — захід
- Гамільтон — північний захід